# 가람중학교 (경기)
가람중학교(伽藍中學校)는 대한민국 경기도 고양시 덕양구 행신동에 있는 공립 중학교이다.

## 학교 연혁
- 1996년 1월 13일 : 가람중학교 설립 인가(3학급 편성)
- 1997년 3월 1일 : 초대 김용해 교장 취임
- 1997년 3월 3일 : 가람중학교 개교(2학급 편성)
- 1998년 2월 14일 : 제1회 졸업식(48명)
- 2019년 9월 1일 : 제10대 길현관 교장 취임
- 2021년 3월 1일 : 제23회 졸업식(148명, 연 7,462명)
- 2021년 3월 2일 : 15학급 편성(신입생 145명, 총 431명)

## 참고 자료
- 가람중학교 - 한국교육학술정보원 학교알리미